# Heinrich Wieland
Heinrich Otto Wieland (n. 4 iunie 1877, Pforzheim, Reich-ul German – d. 5 august 1957, Starnberg, RFG) a fost un chimist german, laureat al Premiului Nobel pentru chimie (1927).